# Мокруша (Воронежская область)
Мокру́ша — деревня в Верхнехавском районе Воронежской области России.
Входит в состав Верхнехавского сельского поселения.

## Население
| 2000 | 2005 | 2010 |
| ---- | ---- | ---- |
| 10   | ↘8   | ↗9   |

## Улицы
В деревне имеется одна улица: Садовая.